# Lutverci
Lutverci je jednou z 21 vesnic, které tvoří občinu Apače ve Slovinsku. Ve vesnici v roce 2002 žilo 349 obyvatel.

## Poloha a popis
Rozkládá se v Pomurském regionu na severovýchodě Slovinska.
Sídlo leží při silnici č. 438 asi 3 km východně od Apače, správního centra občiny.
Rozloha obce je 2,54 km² [zdroj?] a rozkládá se v nadmořské výšce 212 m. Při severním okraji, zhruba 250 od obce, protéká řeka Mura. Středem toku řeky prochází státní hranice s Rakouskem.
Při jižním okraji obce teče potok Plitvica.